# Electric (Software)
Electric VLSI Design System (kurz: Electric) ist eine quelloffene Electronic-Design-Automation-Software (EDA) zur Erstellung von Schaltplänen in der Elektronik, insbesondere von Integrierten Schaltkreisplänen (IC). Electric ist freie Software und als Programmpaket Bestandteil des GNU-Projekts.

## Entwicklungsgeschichte
Electric wurde um 1980 von Steven M. Rubin in der Programmiersprache C entwickelt. Zwischenzeitlich wurde es von verschiedenen Firmen verkauft. Seit 1998 ist es über die GNU Free Software Fondation unter der GPL-Lizenz veröffentlicht (und damit kostenfrei und quelloffen). Ab 2000 wurde die Firma Static Free Software gegründet um die Software zu veröffentlichen. Die Arbeit an der Version in Programmiersprache C wurde 2003 eingestellt und 2005 wurde eine erste Version in Java fertiggestellt. Oracle (und vor dem Kauf Sun Microsystems) unterstützt die Entwicklung durch Anstellung der Entwickler seit 1999.

## Unterschiede zu anderen EDA Lösungen
Anders als bei vergleichbarer Software, bei denen Polygonen auf verschiedenen Ebenen des Wafer verschoben werden, wird bei Electric das Layout als integrierten Schaltungen dargestellt. Es werden nodes (z. B. Transistoren) die dann mit Kabeln (wires) Verbunden werden. Diese Herangehensweise birgt Vor- und Nachteile. Anwender benötigen mehr Zeit um sich in die Arbeitsweise des Programms einzuarbeiten. Als Vorteil können aber einige Funktionen vom Programm schneller berechnet werden als bei anderen Programmen.